# Siniša Hajdaš Dončić
Siniša Hajdaš Dončić (Zabok, 29. lipnja 1974.) hrvatski je političar i ekonomist. Trenutačno obnaša dužnost predsjednika SDP-a i zastupnika u Hrvatskom saboru.

## Životopis
Dončić je diplomirao na Ekonomskom fakultetu u Zagrebu 1999. godine, a magistrirao je na istom fakultetu 2002. Doktorat ekonomije stekao je na Ekonomskom fakultetu u Splitu, 2012. godine.
Bio je referent uvoza i izvoza u tvrtci Regeneracija d.o.o. u Zaboku, od 2001. do 2002. godine. Od 2002. viši je predavač na Visokoj poslovnoj školi Libertas. Od 2002. do 2006. bio je pročelnik za gospodarstvo, poljoprivredu, turizam i komunalne djelatnosti Krapinsko-zagorske županije. Na mjesto direktora Zagorske razvojne agencije dolazi 2006. godine, a 2009. izabran je za župana Krapinsko-zagorske županije. Kampanju za župana je vodio pod iznimno prepoznatim sloganom 'Hajdaša za pajdaša'.
Član je SDP-a od 2005., a 2007. postaje član Glavnog odbora stranke. Godine 2009. postaje predsjednik SDP-a Krapinsko-zagorske županije.
Tijekom vlade Zorana Milanovića, od 2012. do 2016. obnašao je dužnost ministra pomorstva, prometa i infrastrukture.
Nakon održavanja drugog kruga unutarstranačkih izbora 21. rujna 2024. godine, Siniša Hajdaš Dončić s 56,46% izabran je za novog predsjednika SDP-a. 

## Osobni život
Oženjen je, te otac kćeri i sina. Govori i engleski jezik. Uspješno je prebolio sarkoidozu, zbog čega je sada vegetarijanac. Bio je član HDZ-a, kasnije navodeći da je njegov pokojni otac u jednom trenutku učlanio cijelu obitelj u tu stranku.